# خالد أمين (كاتب وأكاديمي مغربي)

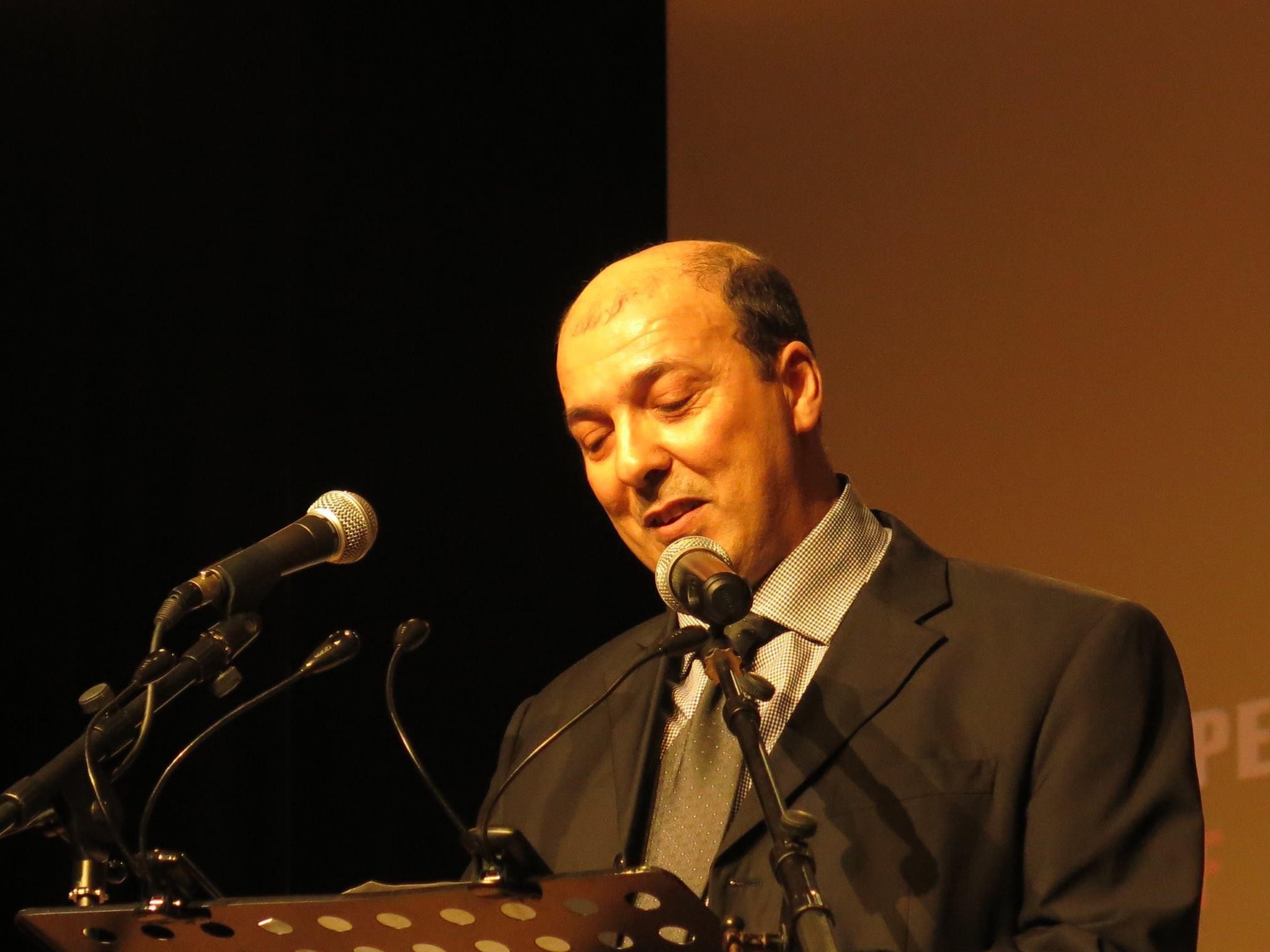

خالد أمين هو كاتب وأكاديمي وباحث مغربي، أستاذ التعليم العالي بكلية الآداب والعلوم الإنسانية بتطوان التابعة لجامعة عبد المالك السعدي؛ متخصص في الأدب الإنجليزي والمسرح ودراسات الفرجة والدراسات الثقافية، مؤسس ورئيس المركز الدولي لدراسات الفرجة بطنجة وعضو الهيئة الاستشارية للمعهد الدولي لتناسج ثقافات الفرجة بجامعة برلين. ولد بمدينة تطوان في 15 فبراير 1966 واستقر بمدينة طنجة. كتب عشرات المؤلفات والدراسات باللغتين الإنجليزية والعربية تقارب أساسا أنواعا مختلفة من فنون الفرجة وتسعى إلى إقامة نوع من النقد المزدوج المقيم ضمن فضاءات البينية، كما أن عمله يتكامل أيضا مع أصوات الدراسات ما بعد الكولونيالة والمقوضة للحالة الاستعمارية (Decoloniality).

## مساره
بعد حصوله على البكالوريا من ثانوية زينب النفزاوية بمدينة طنجة، درس بكلية الآداب والعلوم الإنسانية بتطوان شعبة اللغة الإنجليزية، وفورحصوله على شهادة الإجازة سافر خالد أمين إلى إنجلترا لنيل درجة الماجستير من جامعة «إسكس» Essex في إنجلترا، وعن تلك التجربة وآفاقها المعرفية والشخصية يقول خالد أمين: «فمند أن وطئت قدماي جامعة إسكس ببريطانيا سنة 1990 بهدف الدراسات العليا، ووجهت بسؤال روجر هاورد، رئيس قسم المسرح في تلك الجامعة العريقة، «ماذا عن المسرح المغربي؟»، حينها أدركت أنه من واجبي الاشتغال على الذات في حدود علاقتها بآخرها. فكانت الانطلاقة من شكسبير في المسرح المغربي رفقة أستاذي الدكتور حسن المنيعي والأستاذ محمد العميري». وفور حصوله على شهاة الماحستير من جامعة إسكس بالمملكة المتحدة  في الأدب الحديث - تخصص مسرح. عاد إلى المغرب وعمل أستاذا للتعليم العالي منذ 1993، وحرص خالد أمين على دراسة فنون الفرجة المغربية والعربية والتعريف بها في العالم كله انطلاقا من فكرة أن الفرجة هي ممارسة إنسانية وليست محصورة في ثقافة معينة. في سنة 2000م ناقش رسالة الدكتوراه في الأدب المقارن التي درس فيها «شكسبير في المسرح المغربي» بإشراف مشترك بين إنجلترا والمغرب.
أسس خالد أمين المركز الدولي لدراسات الفرجة الذي كان في البداية على صلة بـ «مجموعة البحث في المسرح والدراما» بكلية الآداب بتطوان، ثم جعله مؤسسة مستقلة متعاونة مع الكلية في إطار شراكة متقدمة ومنتجة، ثم عقد شراكات كثيرة مع مراكز بحثية وفرجوية مغربية ودولية منها جامعة لندن و«المركز البحثي الدولي لتناسج ثقافات العرض» التابع لجامعة برلين الحرة الذي أسسته رائدة الدراسات المسرحية الألمانية إيريكا فيشر ليشته.

## مسؤولياته العلمية والأكاديمية
رئيس المركز الدولي لدراسات الفرجة (طنجة- المغرب) منذ 2007
   عضو الهيئة العلمية للمعهد الدولي لتناسج ثقافات الأداء التابع لجامعة برلين، ألمانيا (2010 - 2021)
   عضو المكتب التنفيدي للفيدرالية الدولية للبحث المسرحي (FIRT) (2018 - 2010)
   عضو اتحاد كتاب المغرب
   منسق مجموعة البحث في المسرح والدراما التابعة لجامعة عبد المالك السعدي (1998 - 2021)
   مدير مهرجان طنجة للفنون المشهدية بطنجة والندوة الدولية السنوية لمجموعة البحث في المسرح والدراما التابعة لجامعة عبد المالك السعدي (2007 - 2021)
   عضو في الهيئة الاستشارية لمجلة علامات
   عضو في الهيئة العلمية لمجلة الحياة الفنية
   عضو في العشرات من لجن فحص ومناقشة أطاريح الدكتوراه الوطنية والدولة تخصص رواية، مسرح، علوم التواصل... بجامعات مختلفة
   عضو اللجنة الوطنية للدعم المسرحي برئاسة وزير الثقافة من 2002 إلى 2004
   أستاذ زائر ومتعاون مع مجموعة من وحدات البحث وبرامج الدراسات العليا بالمغرب وأمريكا وألمانيا
   عضو في لجنة القراءة لجائزة اتحاد كتاب المغرب سنة  2002 و2013
   عضو في لجنة التحكيم للمهرجان الوطني للمسرح بمكناس سنة 2003

## مؤلفاته

### الفردية
ما بعد برشت، منشورات السندي، مكناس، 1996
   المسرح المغربي بين الشرق والغرب Moroccan Theatre Between East and West  -باللغة الأنجليزية-، منشورات نادي الكتاب، كلية الآداب تطوان،  2000
   الفن المسرحي وأسطورة الأصل، منشورات كلية الآداب تطوان، 2002، منشورات المركز الدولي لدراسات الفرجة.
   مساحات الصمت –غواية المابينية في متخيلنا المسرحي-، منشورات اتحاد كتاب المغرب، الرباط، 2004
   المسرح ودراسات الفرجة، منشورات المركز الدولي لدراسات الفرجة، 2012
المسرح والهويات الهاربة، منشورات المركز الدولي لدراسات الفرجة، 2019
Dancing on the Hyphen ، منشورات كلية الآداب والعلوم الإنسانية بتطوان، 2020

## المترجمة
إيريكا فيشر ليشته، من مسرح المثاقفة إلى تناسج ثقافات الفرجة، منشورات المركز الدولي لدراسات الفرجة، 2015
باتريس بافيس، الدراموتورجيا ومابعد الدراموتوريجا، ترجمة بالاشتراك مع سعيد كريمي، منشورات المركز الدولي لدراسات الفرجة، 2014

### المشتركة
المسرح ورهاناته، خالد أمين وحسن المنيعي، منشورات المركز الدولي لدراسات الفرجة، 2012
   مسرح ما بعد الدراما، كريستل فايلر، حسن المنيعي، خالد أمين ومحمد سيف، منشورات المركز الدولي لدراسات الفرجة، 2012
   مسارح المغرب والجزائر وتونس: التقاليد الفرجوية في المغرب الكبير، خالد أمين ومارفن كارلسون، بالكراف ماكميلان: لندن/نيويورك، 2012
   الدراماتورجيا: من العمل المسرحي إلى المتفرج، محمد سيف/ خالد أمين، طنجة، منشورات المركز الدولي لدراسات الفرجة، 2014

### مؤلفات حررها
الفرجة بين المسرح والأنثروبولوجيا، منشورات مجموعة البحث في المسرح والدراما التابعة لجامعة عبد مالك السعدي، 2002
   المرتجلة في المسرح الخطاب والمكونات، منشورات مجموعة البحث في المسرح والدراما التابعة لجامعة عبد المالك السعدي، تطوان،  2003
   المسرح المغربي بين التنظير والمهنية، منشورات مجموعة البحث في المسرح والدراما التابعة لجامعة عبد المالك السعدي، بتطوان، 2004
   Margins of Theories and Theories of Margins, Conference Proceedings, Abdelmalek Essaadi University, Faculty of Humanities, Tetouan 2003
   Writing Tangier, Conference Proceedings, Abdelmalek Essaadi University, Tetouan 2005
   Voices of Tangier, Conference Proceedings, Abdelmalek Essadi University, Tetouan 2006
   الفرجة والتنوع الثقافي، منشورات المركز الدولي لدراسات الفرجة، 2010
   المسرح والوسائط، منشورات المركز الدولي لدراسات الفرجة، 2013
   فرجة التحولات/ تحولات الفرجة، منشورات المركز الدولي لدراسات الفرجة، 2013
   الفرجة والمجال العمومي، منشورات المركز الدولي لدراسات الفرجة، 2014